# Das Minsk

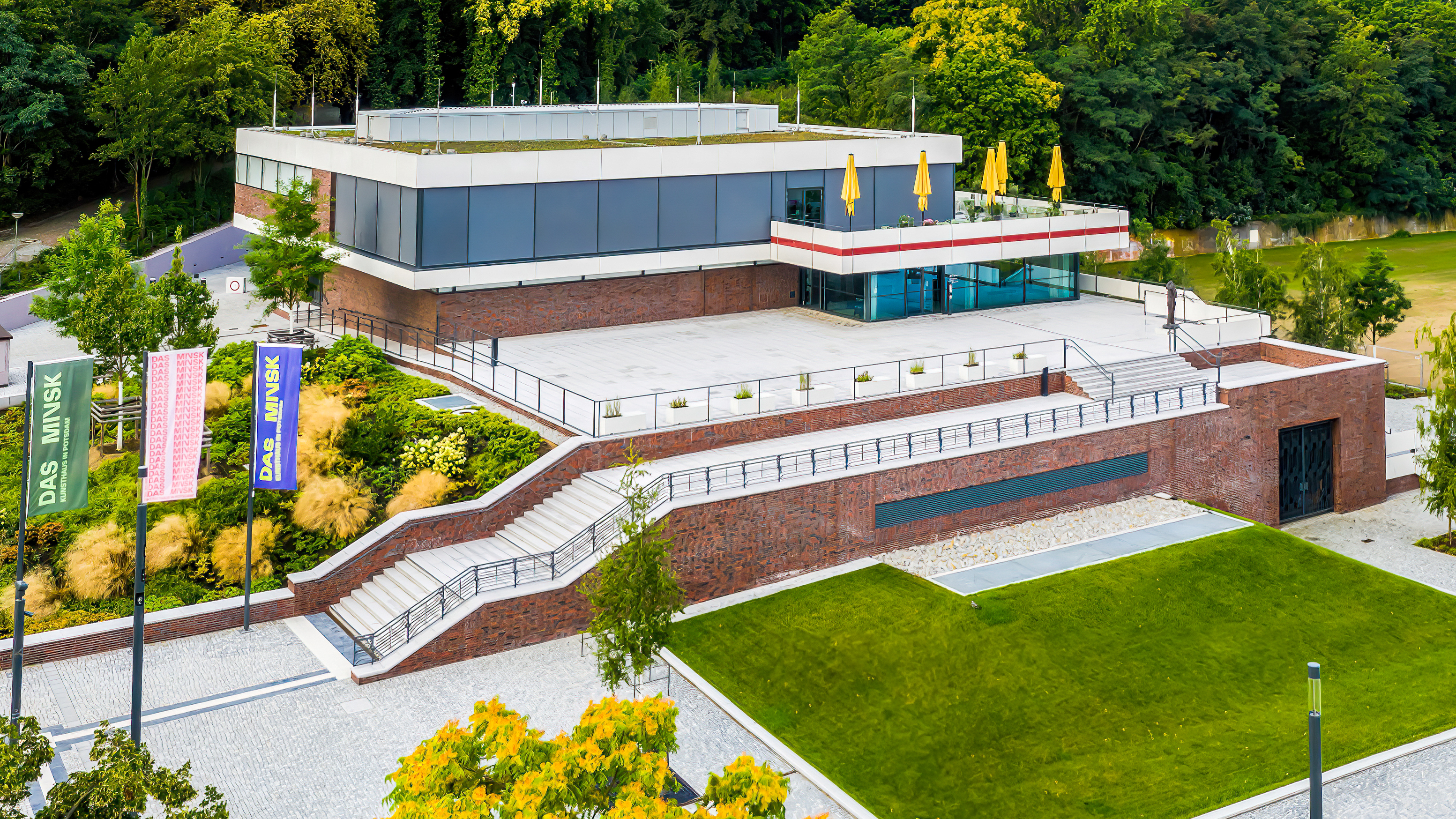
Kunsthaus Das Minsk in Potsdam, 2023

Das Minsk Kunsthaus in Potsdam ist ein Museum für zeitgenössische Kunst in Potsdam. Das Gebäude der früheren Gaststätte Minsk auf dem Potsdamer Brauhausberg war durch den Industriellen und Kunstmäzen Hasso Plattner und seine gemeinnützige Stiftung saniert und für den Museumsbetrieb umgebaut worden.
Am 24. September 2022 wurde das Museum zeitgleich mit den Ausstellungen – Wolfgang Mattheuer: Der Nachbar, der will fliegen und Stan Douglas: Potsdamer Schrebergärten – erstmals für die Öffentlichkeit geöffnet.

## Museumsausrichtung
Das Museum mit seiner Ausrichtung auf zeitgenössische Kunst hat seinen Ausstellungsschwerpunkt bei Werken der DDR-Kunst und Künstlern der Gegenwart. Die Gründungsdirektorin, Kunsthistorikerin Paola Malavassi, die zuvor den Berliner Ableger der Julia Stoschek Collection leitete, stellte DDR-Kunst in einen internationalen Kontext. Sie hat das Haus Ende 2024 verlassen. Ihre Nachfolgerin Anna Schneider (seit 2012 Kuratorin am Haus der Kunst, München) hat ihre Stelle im April 2025 angetreten. Das Museum verfügt über zwei größere Ausstellungsräume sowie ein kleines Kabinett für direkte Bildvergleiche. Im oberen Geschoss befindet sich ein Café mit Panoramafenstern, das auch ohne Museumseintritt besucht werden kann.

## Geschichte

### Bauensemble auf dem Brauhausberg

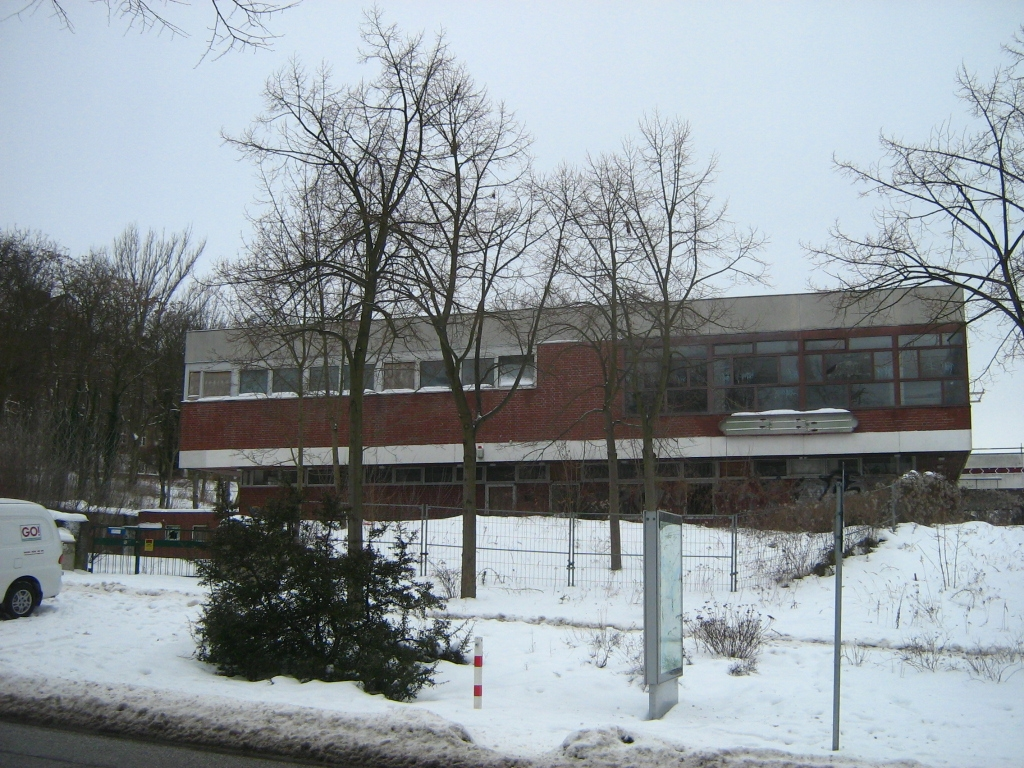
Gebäude der ehemaligen Gaststätte Minsk, Westansicht (2010)

Im Jahr 1962 wurde die Bebauung des Nordhangs des Brauhausbergs geplant. Mit dem Brauhausberg Ensemble sollte eine Schwimmhalle und eine Gaststätte entstehen, die über eine Terrassenanlage mit Brunnen verbunden werden sollten. Die Pläne konnten aber erst mit mehrjähriger Verzögerung umgesetzt werden. Gründe dafür waren die Enttrümmerung des Gebiets und finanzielle Engpässe im Volkswirtschaftsplan der Stadt Potsdam sowie Schwierigkeiten bei der Materialbeschaffung. So soll laut dem Architekten Karl-Heinz Birkholz der für den Bau vorgesehene Stahl für die Fertigstellung des Palasts der Republik in Ost-Berlin genutzt worden sein. Birkholz hatte das schließlich von 1971 bis 1977 errichtete Gebäude im Stil der „Ostmoderne“ entworfen, es gilt als wichtiges Zeugnis der DDR-Architektur. Architekt des Bauwerks war neben Birkholz auch Wolfgang Müller.

### Gaststätte Minsk

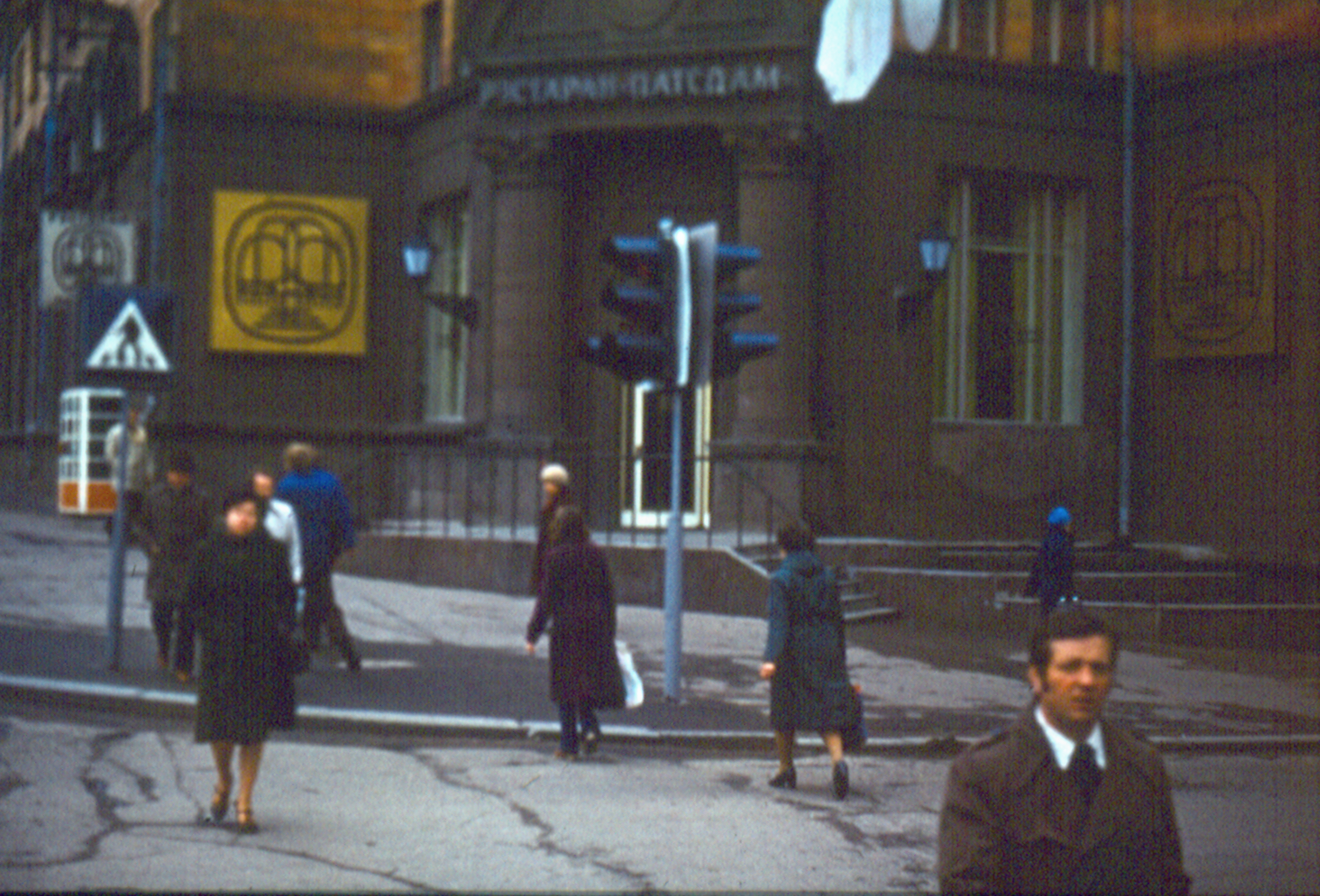
Eingang zum Рэстаран Патсдам (Restaran Patsdam, „Restaurant Potsdam“) in Minsk (1981)

Das Gebäude wurde ab 1977 als folkloristisches Nationalitätenrestaurant der belarussischen Küche unter dem Namen Minsk betrieben. Dieser ging auf eine Partnerschaft zwischen dem Bezirk Potsdam und dem sowjetischen Rajon Minsk der damaligen Zeit zurück. In dessen Hauptstadt Minsk wurde im Gegenzug ein Restaurant Potsdam eröffnet (heute Grand Café). An der Raumausstattung und der künstlerischen Gestaltung des Restaurants Minsk waren auch Experten aus Minsk beteiligt. Das Restaurant war mit Lampen aus Kupfer und Schnitzereien aus wertvoller belarussischer Mooreiche geschmückt, während der Eingangsbereich mit Garderobe im Erdgeschoss mit geflammtem Marmor verziert war. Die Gaststätte hatte 190 Innen- und 120 Terrassenplätze und war vor allem in den 1980er-Jahren ein beliebter Ausflugstreffpunkt.
Später wurde die Gaststätte als Café Minsk weiterbetrieben, bis sie im Jahre 2000 endgültig schloss. In der Folgezeit wurde das Gebäude dann nicht weiter genutzt und verfiel zunehmend.

### Kunsthaus Minsk

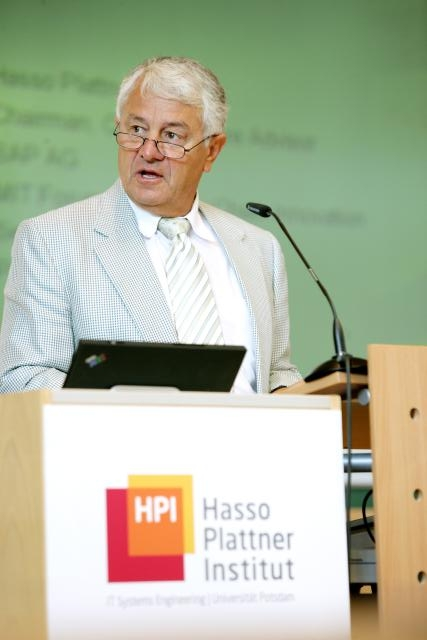
Stifter Hasso Plattner

Mitte der 2010er-Jahre entging das Gebäude nur knapp seinem Abriss, der erst endgültig abgewendet wurde, als es ab 2019 durch Hasso Plattner und seine gemeinnützige Stiftung saniert wurde und im September 2022 seine neue Nutzung als Museum erhielt.
In Erinnerung an das Café wurden die breite Wendeltreppe und der abgerundete Bartresen nach der zweijährigen Sanierung am Originalort behalten, aber neu gestaltet. Für die Realisierung der Innengestaltung des Foyers und der Bar war das italienische Architekturbüro Linearama gemeinsam mit den HB-Werkstätten für Keramik im brandenburgischen Marwitz verantwortlich, die die Fliesen lieferten. Einzig das Dach und die Säulen verblieben als Originalgebäudeteile. Die Innenräume präsentieren sich nun „weiß, modern und verspiegelt“. Ein filigranes Glasmosaikband, das einst die Außenwand des Gebäudes schmückte und an belarussische Folklorestickerei erinnern sollte, wurde entfernt.

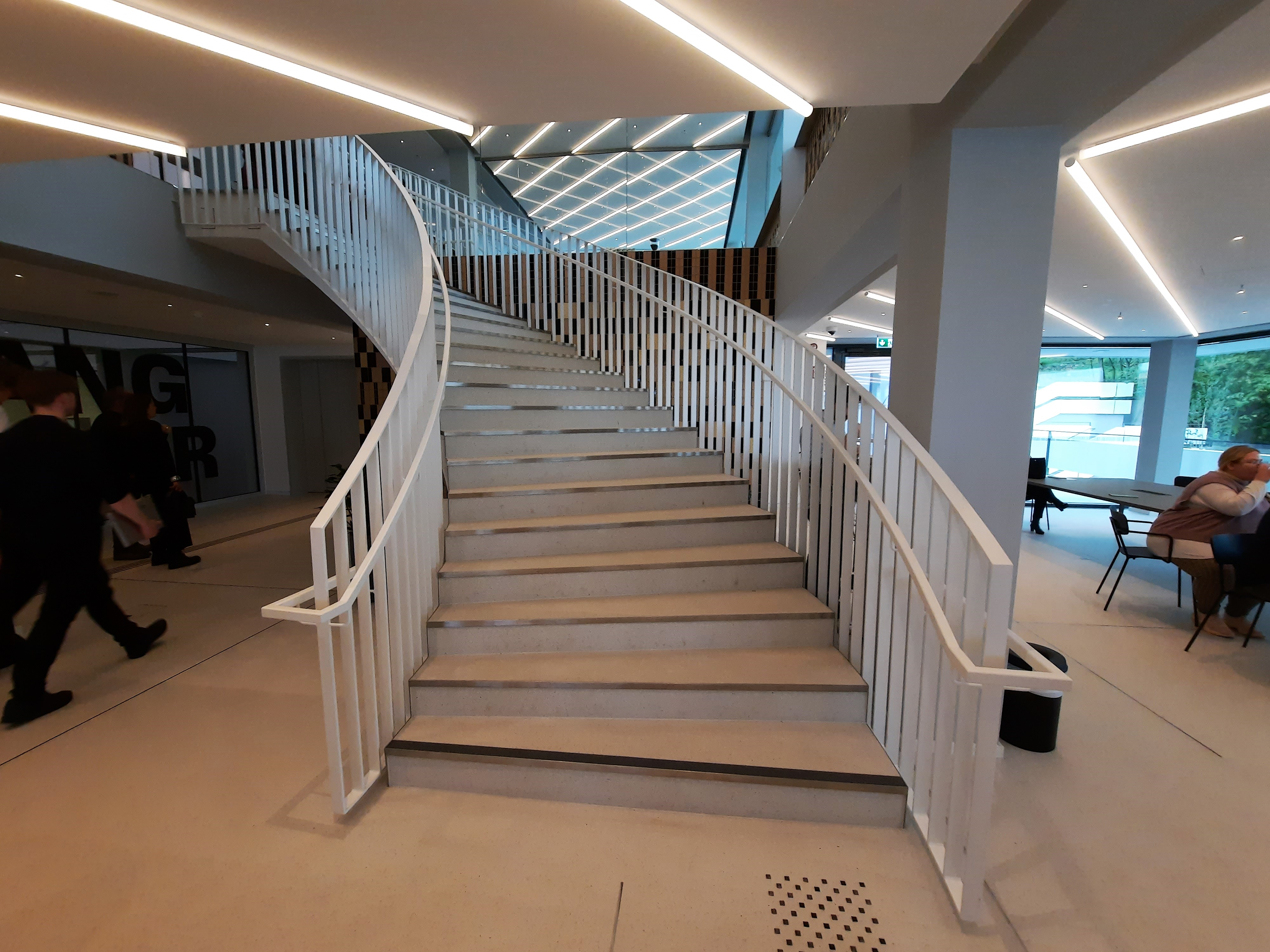
Treppe im Foyer
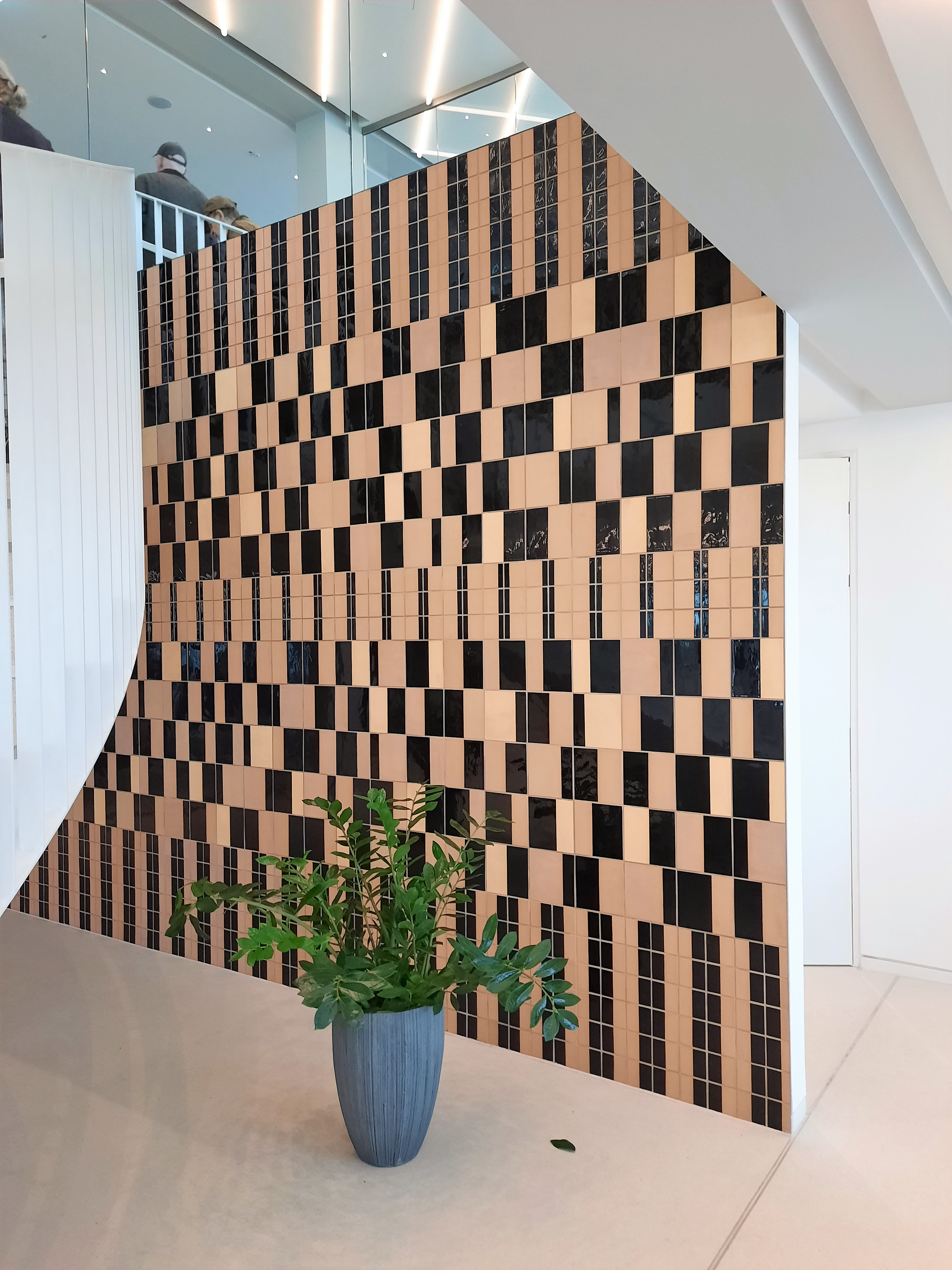
Kachelwand im Foyer
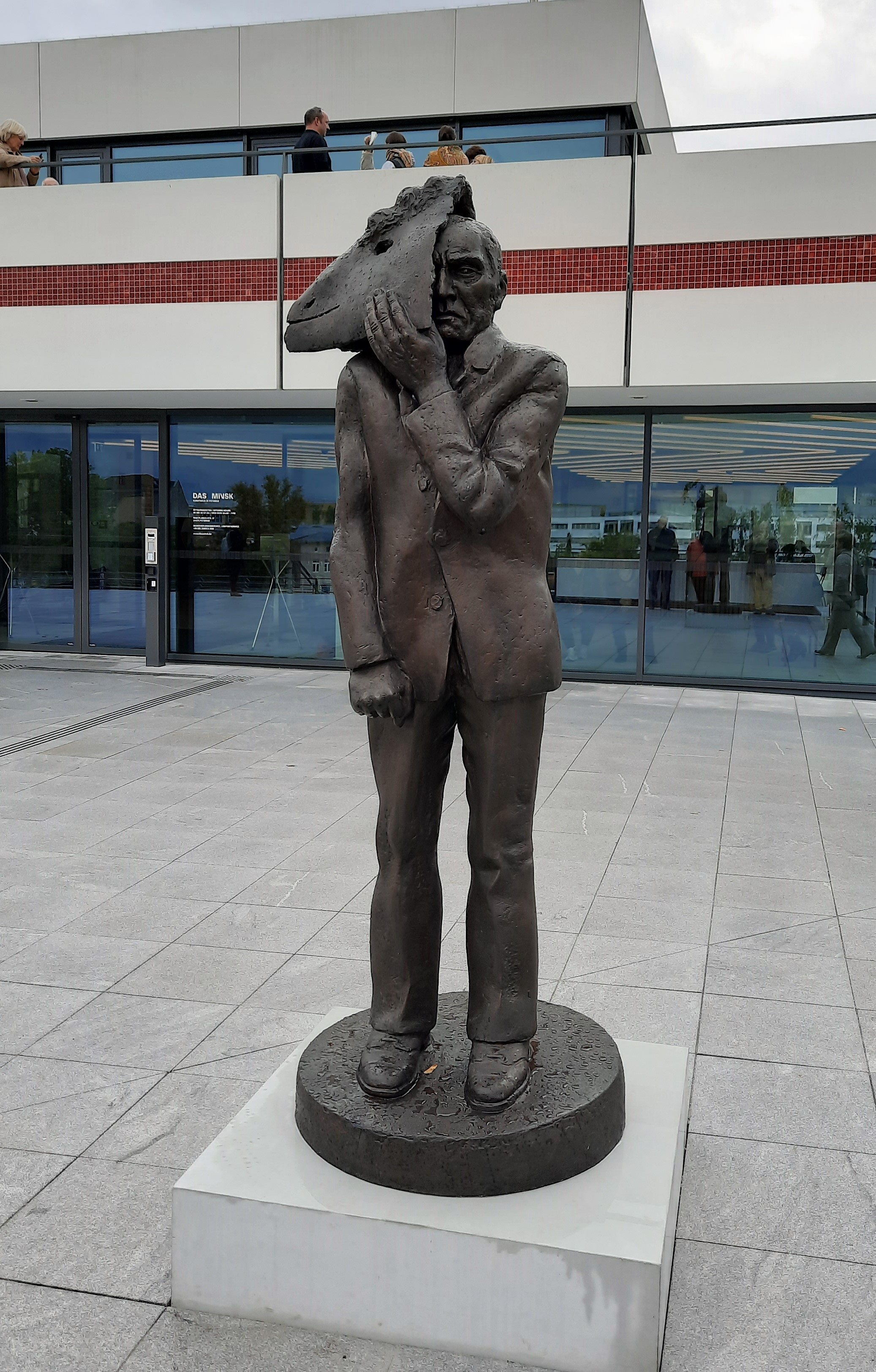
Plastik „Gesicht- zeigen“ von Wolfgang Mattheuer
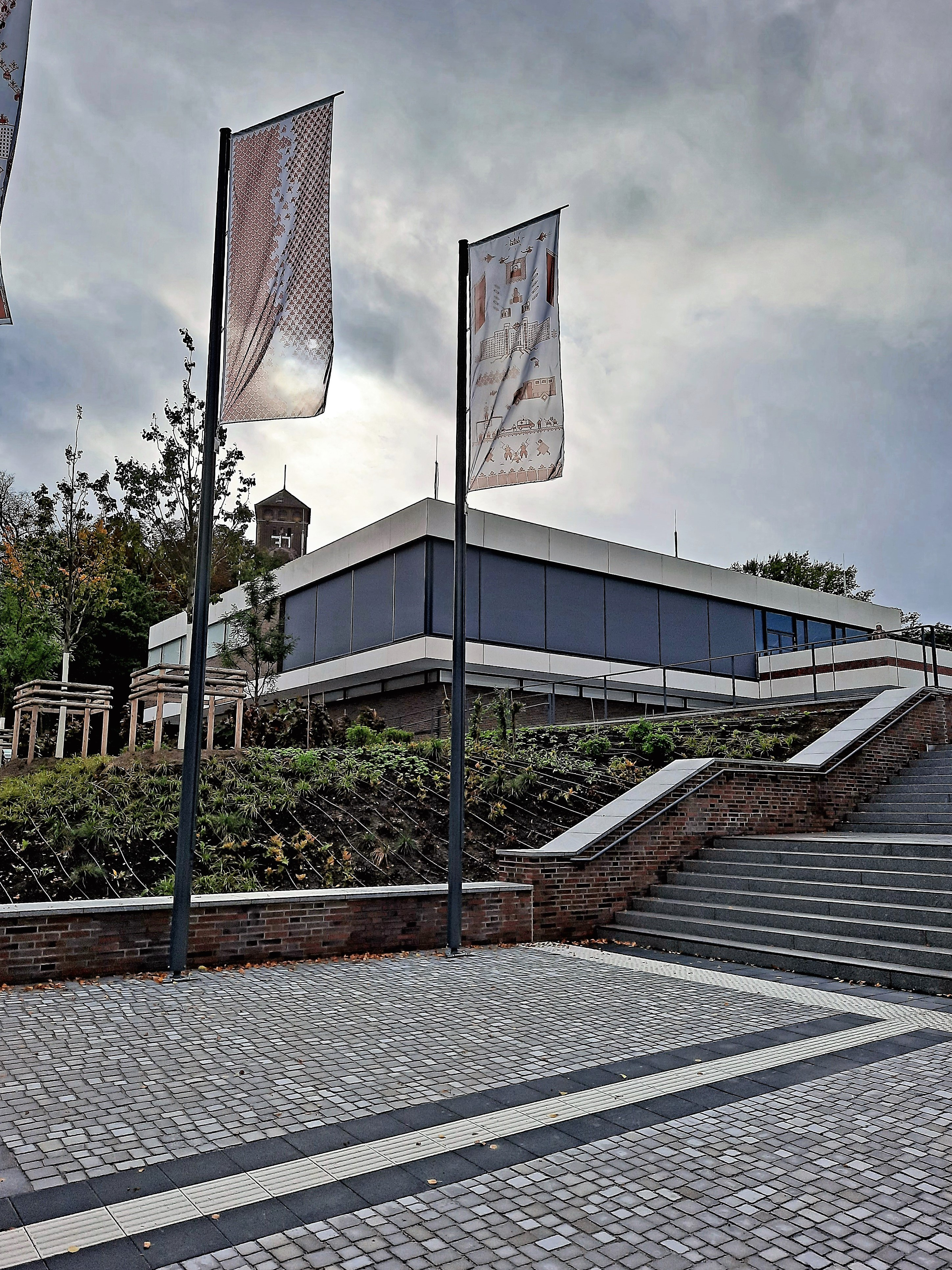
Aufgang
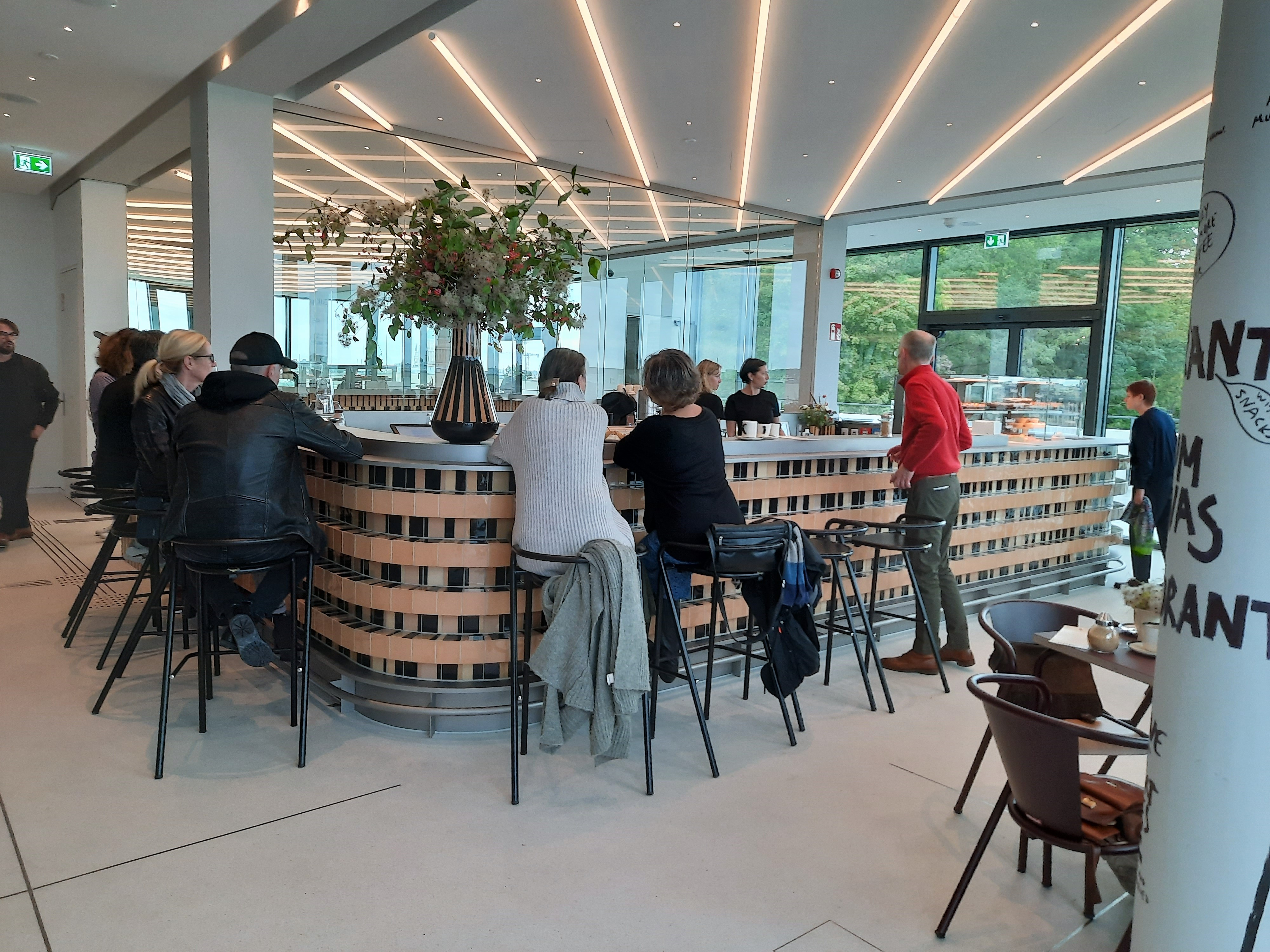
Café

## Filme
- Museum Barberini und Das Minsk, Potsdam (= Museums-Check. Folge 78). Reportage, 30 Min., Moderation: Markus Brock, Produktion: 3sat. Erstausstrahlung: 18. Dezember 2022.[13]